# Хофф, Карл
Карл Генрих Хофф (нем. Karl Heinrich Hoff; 1838—1890) — немецкий художник, которого, в конце XIX, на страницах Энциклопедического словаря Брокгауза и Ефрона, русский искусствовед и музейный деятель Андрей Иванович Сомов назвал одним «из лучших современных немецких живописцев-жанристов».

## Биография
Карл Хофф родился 8 сентября 1838 года в городе Мангейме в земле Баден-Вюртемберг.
Обучался искусству рисования с 1855 по 1858 год в художественном училище в Карлсруэ (ныне Государственная академия художеств), где его главными наставниками были Иоганн Вильгельм Ширмер и Декудр, а потом специально занимался бытовою живописью в Дюссельдорфе под руководством Бенджамина Вотье. 

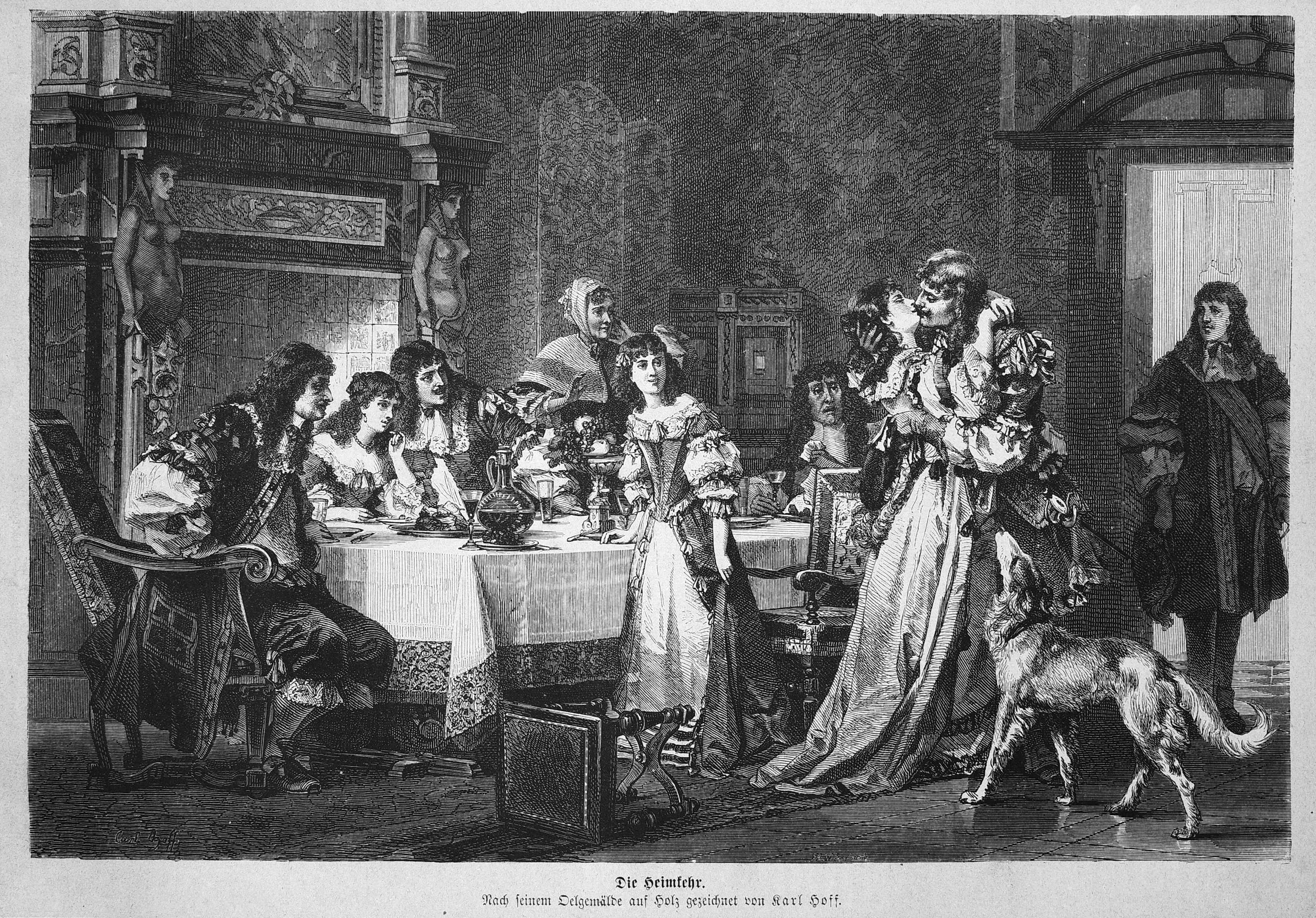
Die Gartenlaube (1872)

Хофф много путешествовал в поисках вдохновения по Германии, посетил также Францию, Италию и Грецию, после чего работал в Дюссельдорфе. С 1878 года и до конца жизни Карл Генрих Хофф занимал должность профессора в художественном училище в Карлсруэ, где среди его учеников был, в частности, Александр Кёстер.
В его картинах, «замечательных по мастерству техники», много жизни и тонкой характеристики изображенных эпохи, типов и положений. Среди произведений Хоффа наибольшей известностью пользуются следующие полотна: «Цыгане перед провинциальным начальником» (1861), «Адвокат тайком», «Больной помещик и его школьный учитель», «Отдых во время бегства» (1866, сцена из эпохи Людовика XIV), «Возвращение на родину» (сцена с костюмами XVII стол.), «Крестины ребенка, родившегося после смерти отца» (1875) и «Пред выступлением в поход» (1880).
Карл Генрих Хофф умер 13 мая 1890 года в городе Карлсруэ от туберкулёза.
Был женат на Мари Зон (1841–1893) — дочери немецкого живописца Карла Фердинанда Зона. Один из родившихся у них сыновей — Карл Генрих — пошёл по стопам отца и также стал художником.

## Галерея

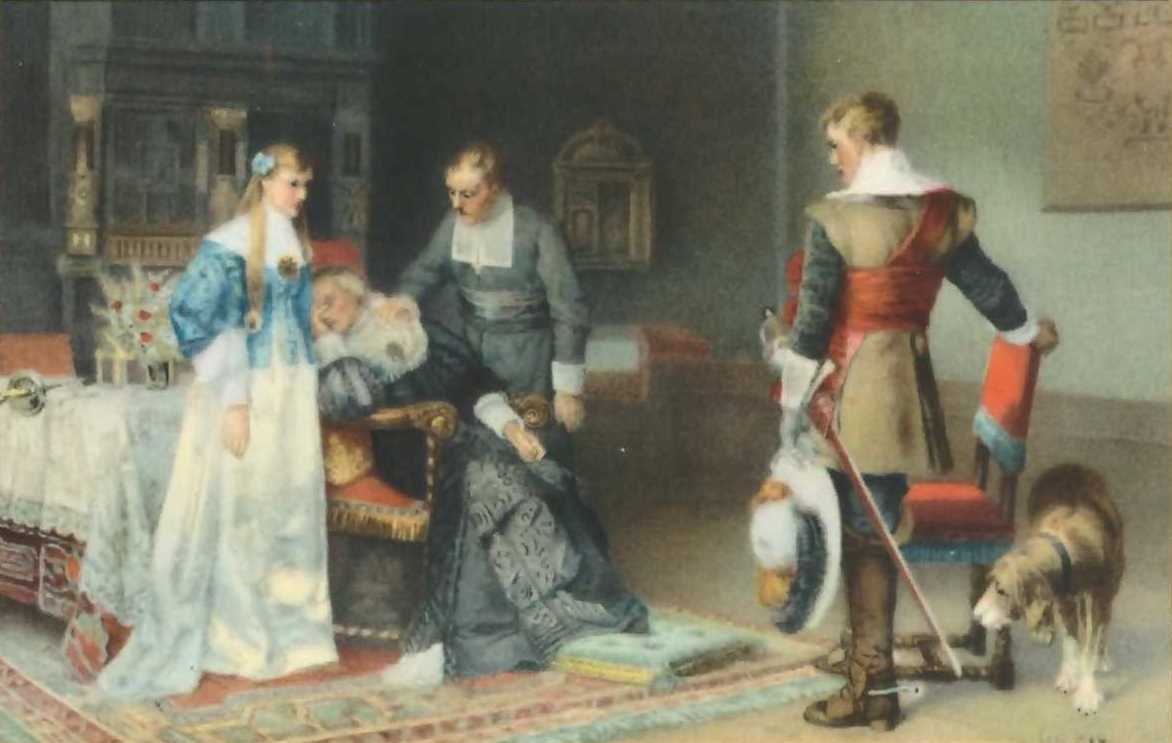
Прощание с сыном.
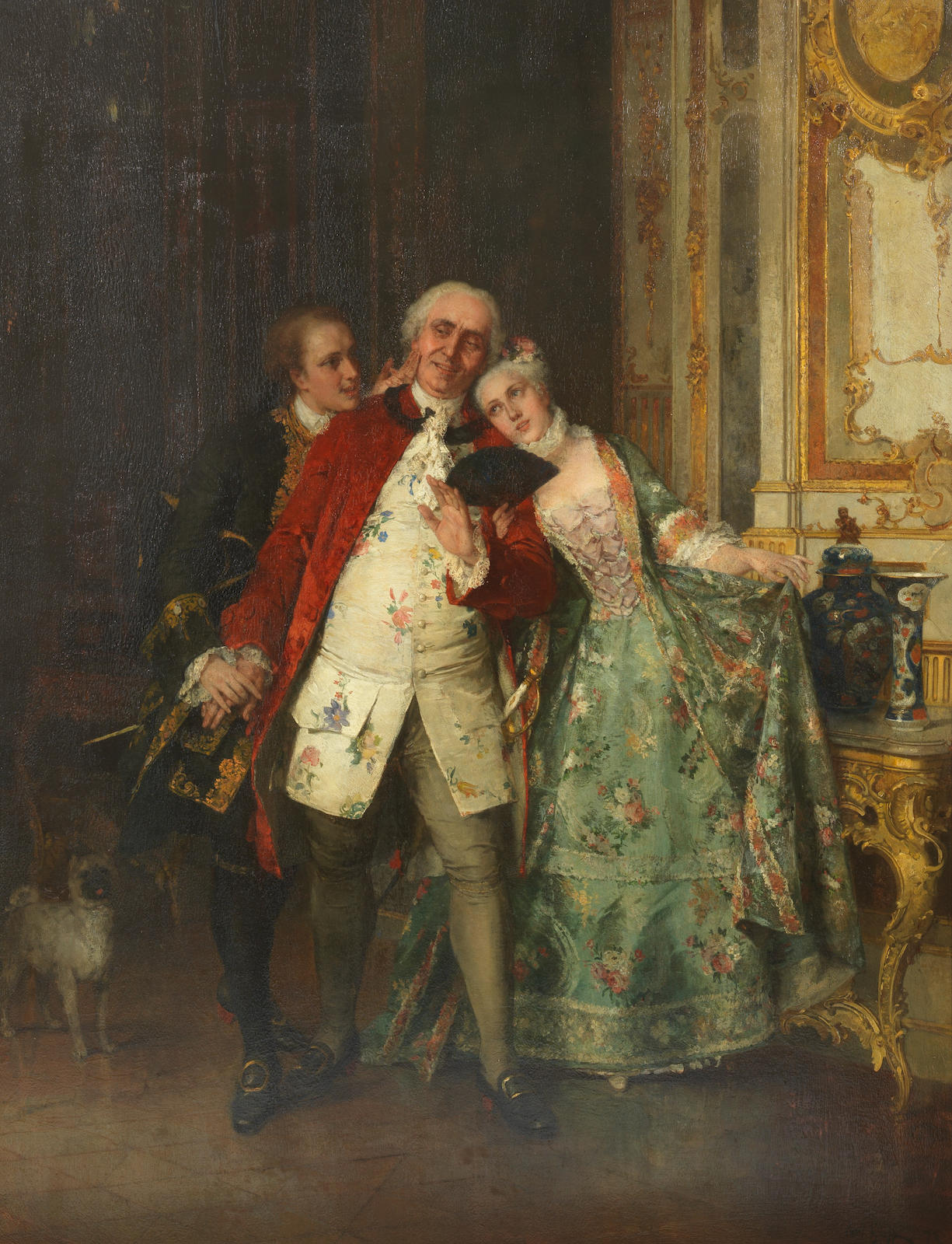
Просьба.
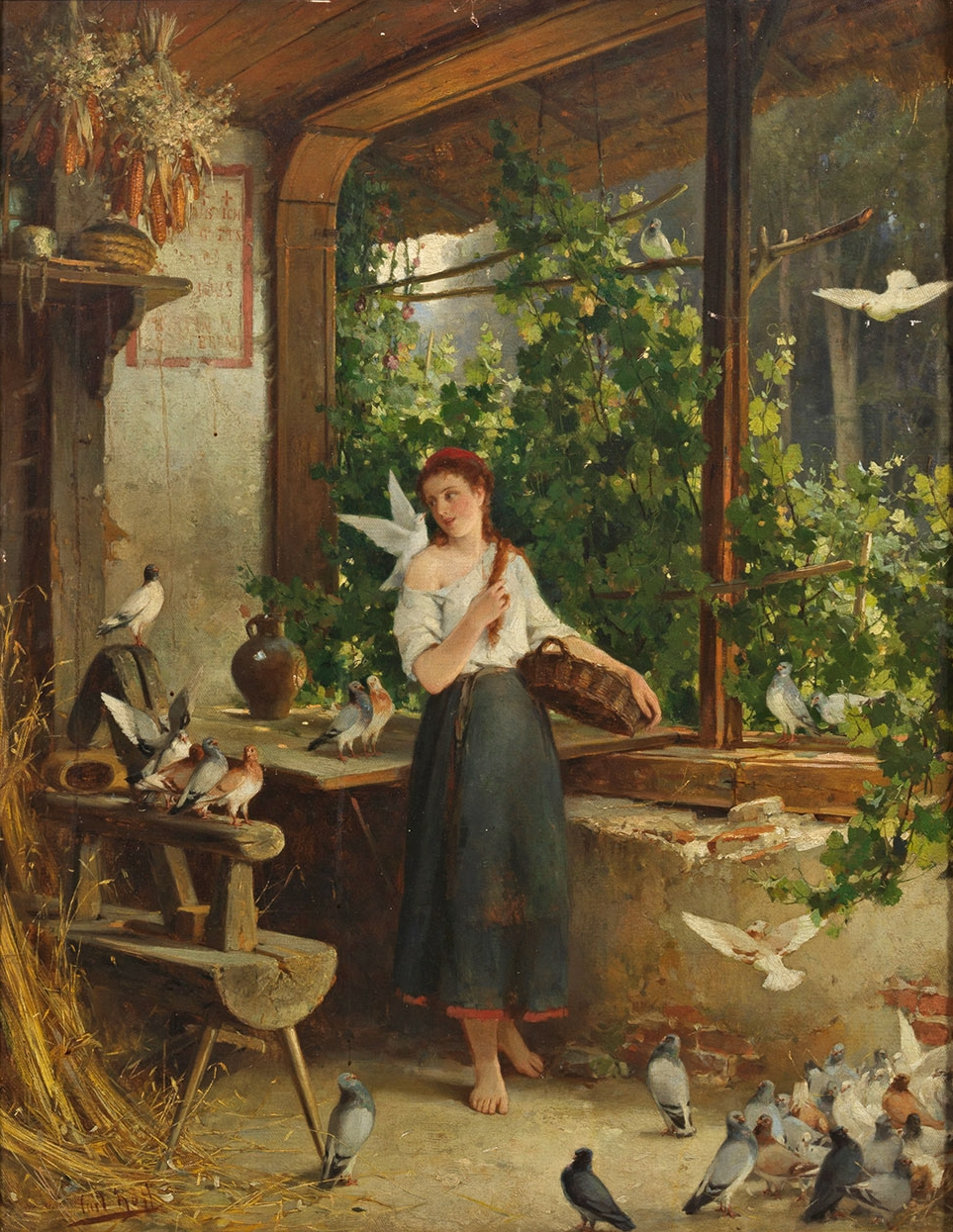
Золушка.